# By Whose Hand
By Whose Hand è un cortometraggio muto del 1914 scritto e diretto da George Terwilliger.

## Produzione
Il film fu prodotto dalla Lubin Manufacturing Company.

## Distribuzione
Distribuito dalla General Film Company, il film - un cortometraggio in due bobine - uscì nelle sale statunitensi il 2 settembre 1914.